# Truyền thông đại chúng tại Cộng hòa Dân chủ Nhân dân Triều Tiên
Truyền thông đại chúng tại Cộng hoà Dân chủ nhân dân Triều Tiên là một trong những nền tảng truyền thông được kiểm soát chặt chẽ nhất trên thế giới. Hiến pháp đảm bảo tự do ngôn luận và tự do báo chí, tuy nhiên chính quyền đã dẹp bỏ các quyền này và định hướng các thông tin theo nguồn. Một ví dụ điển hình là sự qua đời của Kim Jong-il, tin tức chỉ được truyền đi sau khi vụ việc xảy ra 2 ngày. Chủ tịch Triều Tiên Kim Jong-un sau đó vẫn duy trì chế độ theo kiểu của ông nội Kim Nhật Thành và Kim Chính Nhật. Tuy nhiên công nghệ mới ngày càng bao phủ đất nước này. Các Đài truyền thanh quốc gia bắt đầu mở website, trong khi tỷ lệ sở hữu điện thoại di động ở quốc gia này đã tăng lên nhanh chóng.
Tổ chức Phóng viên không biên giới đã xếp hạng Triều Tiên ở gần cuối bảng danh sách Chỉ số tự do báo chí từ năm 2002. Báo cáo mới nhất cho thấy năm 2020, Triều Tiên xếp hạng 180 chỉ dưới Turkmenistan, là mức xếp hạng thấp nhất.

## Sách cần đọc
- Chong, Bong-uk. (1995). North Korea, the land that never changes: before and after Kim Il-sung. Naewoe Press.
- Clippinger, Morgan E. (1981). "Kim Chong-il in the North Korean Mass Media: A Study of Semi-Esoteric Communication." Asian Survey. 21(3), 289—309.
- Djankov, Simeon; McLeish, Caralee; Nenova, Tatiana & Shleifer, Andrei. (2003). "Who owns the media?" Journal of Law and Economics. 46, pp. 341–381.
- Ford, G.; Kwon, S. (2008). North Korea on the brink: struggle for survival. Pluto Press. ISBN 978-0-7453-2598-9.
- Goodkind, Daniel; West, Loraine. (2001). "The North Korean Famine and Its Demographic Impact." Population and Development Review. 27(2), 219—238.
- Hassig, Kongdan Oh; Bermudez Jr, Joseph S.; Gause, Kenneth E.; Hassig, Ralph C.; Mansorov, Alexandre Y.; Smith, David J. (2004). "North Korean Policy Elites." Institute for Defense Analysis..
- Hodge, Homer T. (2003). "North Korea's Military Strategy." Parameters. 33.
- Kim, Mike. (2008). Escaping North Korea: Defiance and Hope in the World's Most Repressive Country. Rowman & Littlefield. ISBN 978-0-7425-5620-1.
- Kim, Samuel S. (2006). The two Koreas and the great powers. Cambridge University Press. ISBN 978-0-521-66063-1.
- Kun, Joseph H. (1967). "North Korea: Between Moscow and Peking." The China Quarterly. 31, 48—58.
- Hunter, Helen-Louise. (1999). Kim Il-song's North Korea. Greenwood Publishing Group. ISBN 978-0-275-96296-8.
- Marshall Cavendish Corporation; Macdonald, Fiona; Stacey, Gillian; Steele, Phillip. (2004). Peoples of Eastern Asia. Marshall Cavendish. ISBN 978-0-7614-7553-8.
- Oh, Kang Dong & Hassig, Ralph C. (2000). North Korea through the looking glass. Brookings Institution Press. ISBN 978-0-8157-6435-9.
- Pervis, Larinda B. (2007). North Korea Issues: Nuclear Posturing, Saber Rattling, and International Mischief. Nova Science Publishers. ISBN 978-1-60021-655-8.
- Pinkston, Daniel A. (2003). "Domestic politics and stakeholders in the North Korean missile development program." The Nonproliferation Review. 10(2), 51—65.
- Quick, Amanda, C. (2003). World Press Encyclopedia: N-Z, index. Gale. ISBN 978-0-7876-5584-6.
- Savada, Andrea Matles. (1994). North Korea: A Country Study. Washington, D.C.: Federal Research Division Library of Congress. ISBN 0-8444-0794-1.
- Shin, Rin-Sup. (1982). "North Korea in 1981: First Year for De Facto Successor Kim Jong Il." Asian Survey. 22(1), 99—106.
- Zagoria, Donald S. (1977). "Korea's Future: Moscow's Perspective." Asian Survey. 17(11), 1103—1112.
- Zhebbin, Alexander. (1995). "Russia and North Korea: An Emerging, Uneasy Partnership." Asian Survey. 35(8), 726—739.